# Kongresshaus (Zurich)
Le Kongresshaus est le principal centre de congrès de la ville de Zurich, en Suisse.

## Histoire
Le palais a été construit entre 1937 et 1939. Les architectes en furent Max Ernst Haefeli, Werner Moser et Rudolf Steiger, déjà chargé de la construction de plusieurs bâtiments publics de la ville parmi lesquels le building zur Palme et l'hôpital universitaire de Zurich. L'ensemble, qui inclut et englobe la salle de concert Tonhalle construite à la fin du XIXe siècle, forme un tout architectural.
L'histoire du palais et de sa construction est fortement liée à l'exposition nationale de 1939 (cette exposition sera surnommée « Landi », nom donné par la suite au style architectural du palais). Les responsables de celle-ci désirant, en effet, terminer le bâtiment pour l'inauguration. Les travaux prirent cependant beaucoup de temps, en particulier à cause de l'emplacement du bâtiment, partiellement situé sur une avancée artificielle créée sur le lac.

## Sources
- (de) Cet article est partiellement ou en totalité issu de l’article de Wikipédia en allemand intitulé « Kongresshaus Zürich » (voir la liste des auteurs).